# Saša Živec
Saša Aleksander Živec (San Pietro, 2 aprile 1991) è un calciatore sloveno, centrocampista svincolato.

## Palmarès

### Club

#### Competizioni nazionali
- Supercoppa di Bulgaria: 1

CSKA Sofia: 2011
- III liga: 1

Wieczysta Cracovia: 2023-2024 (Gruppo IV)